# Vestália
A Vestália era um festival em homenagem ao culto da deusa romana Vesta, e ocorria entre os dias 7 e 15 de junho, quando era encerrado com a limpeza do templo de Vesta, em Roma. Era um ritual empreendido pelas sacerdotisas vestais com o intuito de purificação.

## O festival
A Vestália ocorria do dia 7 até 15 de junho, quando o templo, aedes Vestae, era aberto para as mulheres de Roma. Segundo o calendário de Filocalo, que data de 354 d.C., durante a Vestália existiam três datas marcantes: no dia 7, a Vesta aperitur, no dia 9 a Vestália e no dia 15 a vesta clauditur. Nos Fastos, Ovídio ilustra a explicação de um costume religioso particular, com a descrição das origens da Vestália. Para a descrição do papel do burro nesse rito, o autor oferece a história de como Vesta por pouco escapa de ser estuprada por Priapo por causa de um grito prolongado do burro.
Essa história só aparece nos Fastos e é um claro espelho de um encontro similar entre o mesmo deus e Lótis, no início da obra. Este estreito paralelismo aumenta a suspeita de que essa história não é nada mais que uma invenção poética de Ovídio, e está na sua obra com finalidade artística, mas não é algo que deve ser visto como explicação romana geral das origens do rito. Assim, o problema de usar os recursos da literatura antiga como evidência para estudar a prática da religião romana é que eles nunca poderão ser aceitos inteiramente pelo seu valor nominal.

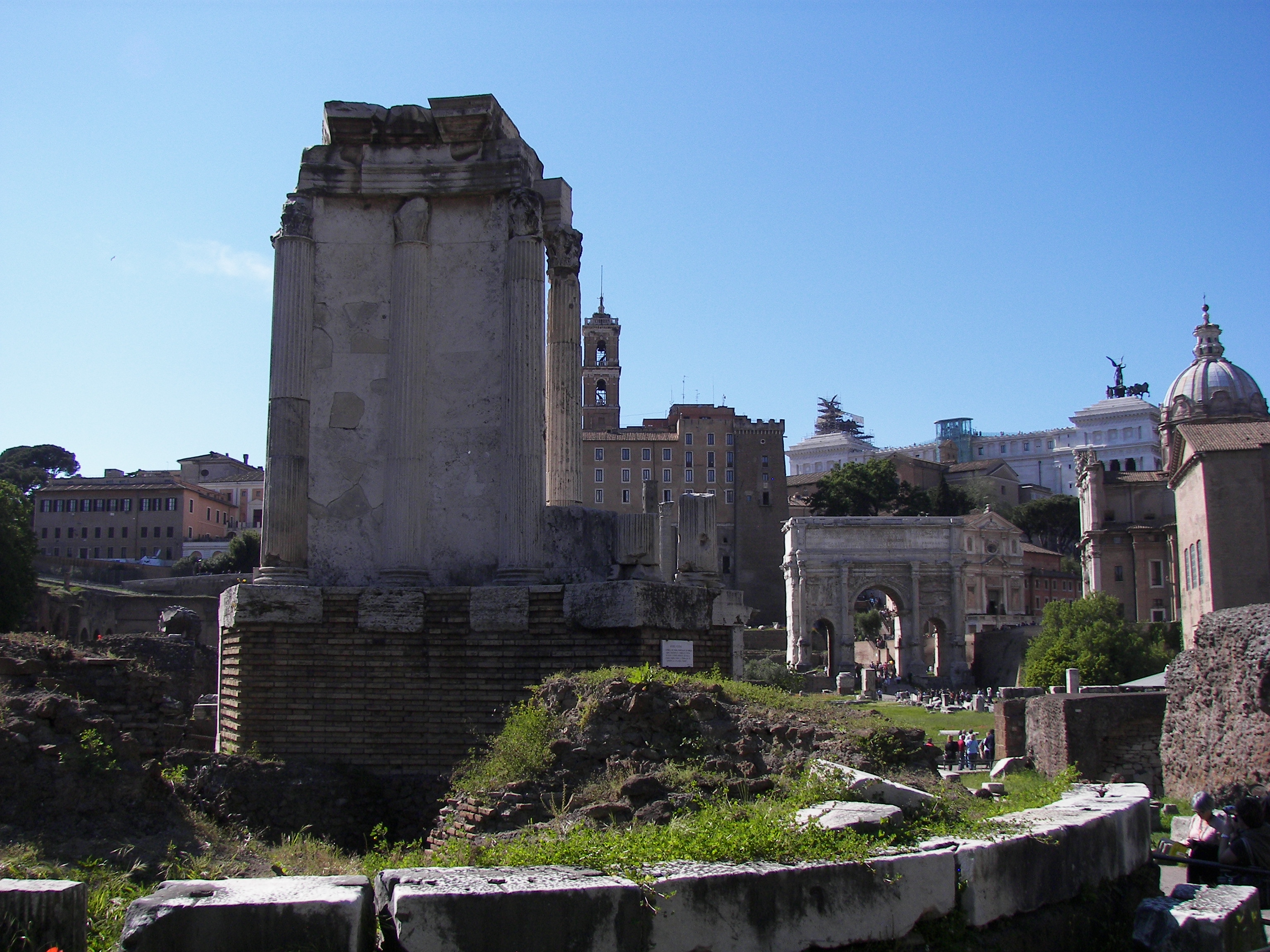
Templo de Vesta, Roma

O templo de Vesta, cujo acesso sempre era proibido para homens, abria suas portas no dia 7 de junho para as matronas (as parteiras). Normalmente só quem tinha acesso ao templo eram as vestais e o pontífice máximo (pontifex maximus), mas este não podia entrar no Peno das Vestais (Penus Vestae), o recinto secreto da deusa. Este estava localizado no pódio do templo, em uma cavidade trapezoidal. Lá se guardavam os  objetos sagrados que asseguravam grandeza de Roma e estes não podiam ser vistos por ninguém além das sacerdotisas. Segundo Sérvio Honorato, no Comentário sobre a Eneida, VII, 188, eram sete os objetos, dos quais só se conhecem três.
O templo das vestais situava-se no Fórum, perto da Regia, antigo palácio dos reis romanos, e seu formato circular lembrava as primitivas cabanas italianas. Somente as vestais tinham livre acesso a seu núcleo, mas uma vez por ano, durante a Vestália, as mulheres casadas podiam visitá-lo, razão pela qual, na época de Augusto, construiu-se diante do templo o Átrio das Vestais (Atrium Vestae), uma espécie de vestíbulo de recepção.
Nos dias da Vestália as matronas entravam no templo descalças e com os cabelos soltos para orar e pedir pelo bem de sua casa e sua família. Em épocas de seca, vinham a Júpiter pedir por chuva. Elas costumavam levar para o templo pratos com várias iguarias e as vestais lhe ofereciam a mola salsa, uma farinha de trigo branca que era moída, torrada e salgada pelas virgens vestais para serem utilizadas em todos os sacrifícios oficiais — também era uma oferenda comum às divindades domiciliares.

Até o nosso tempo tem sobrevivido

algo da antiga tradição:

um prato contendo alimento purificado,

que está se oferecendo para Vesta.

(Ovídio, Os Fastos)

Em 9 de junho, a festa era mais popular: era a festa dos padeiros e moleiros, devido à sua relação com o fogo, já que eles o utilizavam nos fornos para fazer pão. Os burros que ajudavam no trabalho e as rodas dos moinhos eram enfeitados com grinaldas de violetas.

Eis o pescoço do jumento decorado

com guirlandas e rolos pendurados,

viam-se grinaldas robustas trançadas

nos moinhos de pedra.

(Ovídio, Os Fastos)

As vestais também realizam rituais de limpeza em conexão com a Vestália, que por sua vez ocorriam em 9 de junho. Em sua narrativa, Ovídio conta que os eventos religiosos começavam no dia 6 de junho:

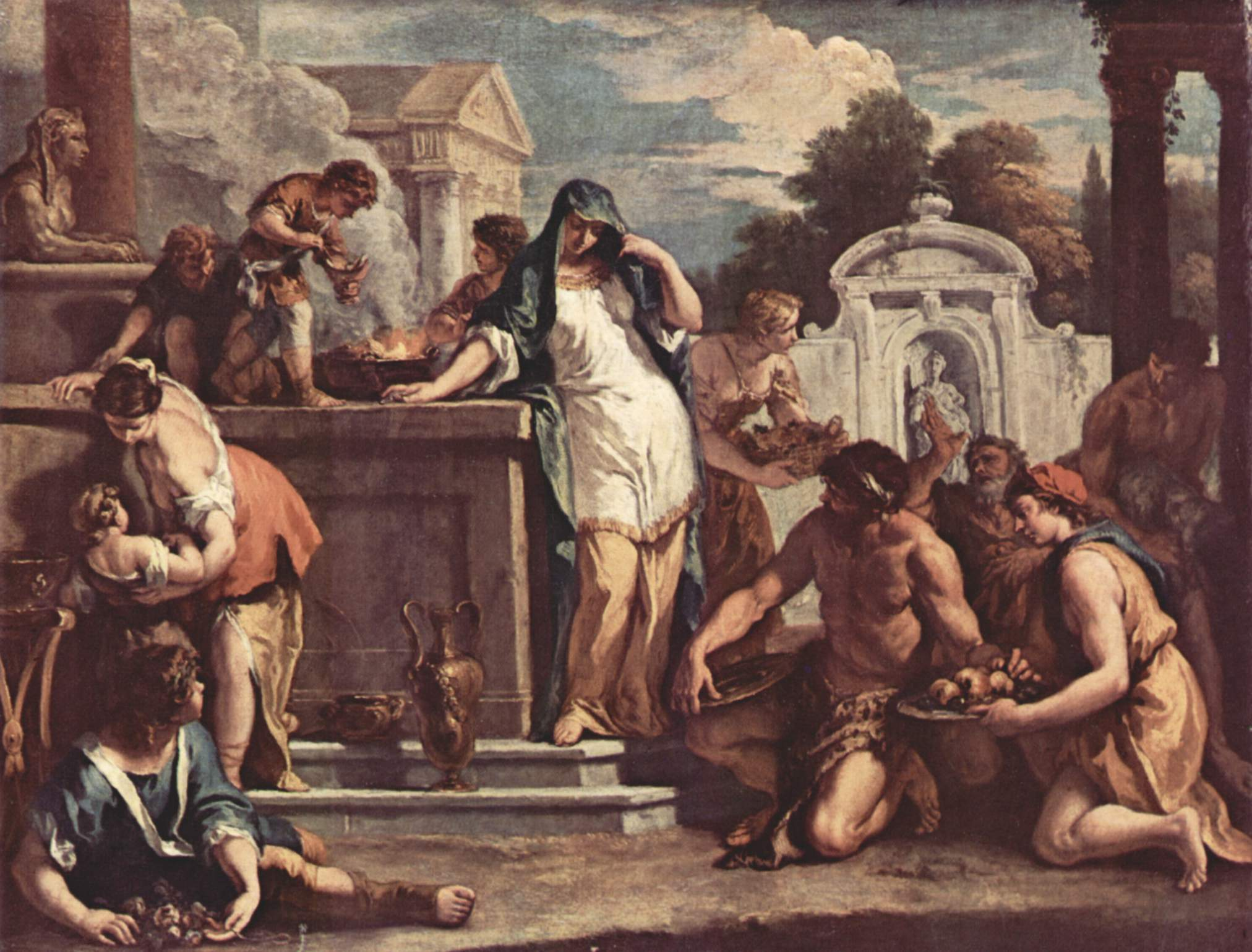
Sebastiano Ricci, Oferenda à deusa Vesta, 1723.

Até que as plácidas águas amarelas do Tibre carreguem

as varreduras de Vesta para o mar de Troia

eu não tenho permissão para pentear meu cabelo com grampos

lixar ou aparar minhas unhas com ferro

ou tocar meu marido, mesmo que ele seja um sacerdote de Júpiter,

e dá-me a minha lei perpétua.

Você também não deve se apressar.

Sua filha se casará melhor,

Quando as chamas de Vesta brilharem com um chão limpo.

(Ovídio, Os Fastos, VI, 226-234)

No dia 15 começava-se a limpar o templo. O lixo era depositado fora da cidade ou num lugar no meio da encosta do Capitólio, ou ainda, como sugeriu Ovídio, jogado no Tibre. Este era um dia "nefasto" (proibia todas as atividades humanas menos as religiosas) e, depois de um ato religioso concreto, passava a ser "fasto" (permitiam-se todas as atividades humanas). Esse dia se chama Q.S.D.F. (em latim, "dies stercus delatum fas"), que é quando se poderia carregar a sujeira para fora do templo.
As evidências textuais sugerem que estes rituais foram feitos como uma celebração do poder do lar — a manutenção do fogo e particularmente sua capacidade para garantir o êxito na transformação do grão cru em um produto comestível. Isso se encaixa bem com a preocupação com a fabricação (mais uma vez através do uso de fogo), armazenamento e distribuição de várias substâncias, algumas das quais simbolizam claramente suprimentos alimentícios de Roma e talvez explique quando este aspecto foi originado.

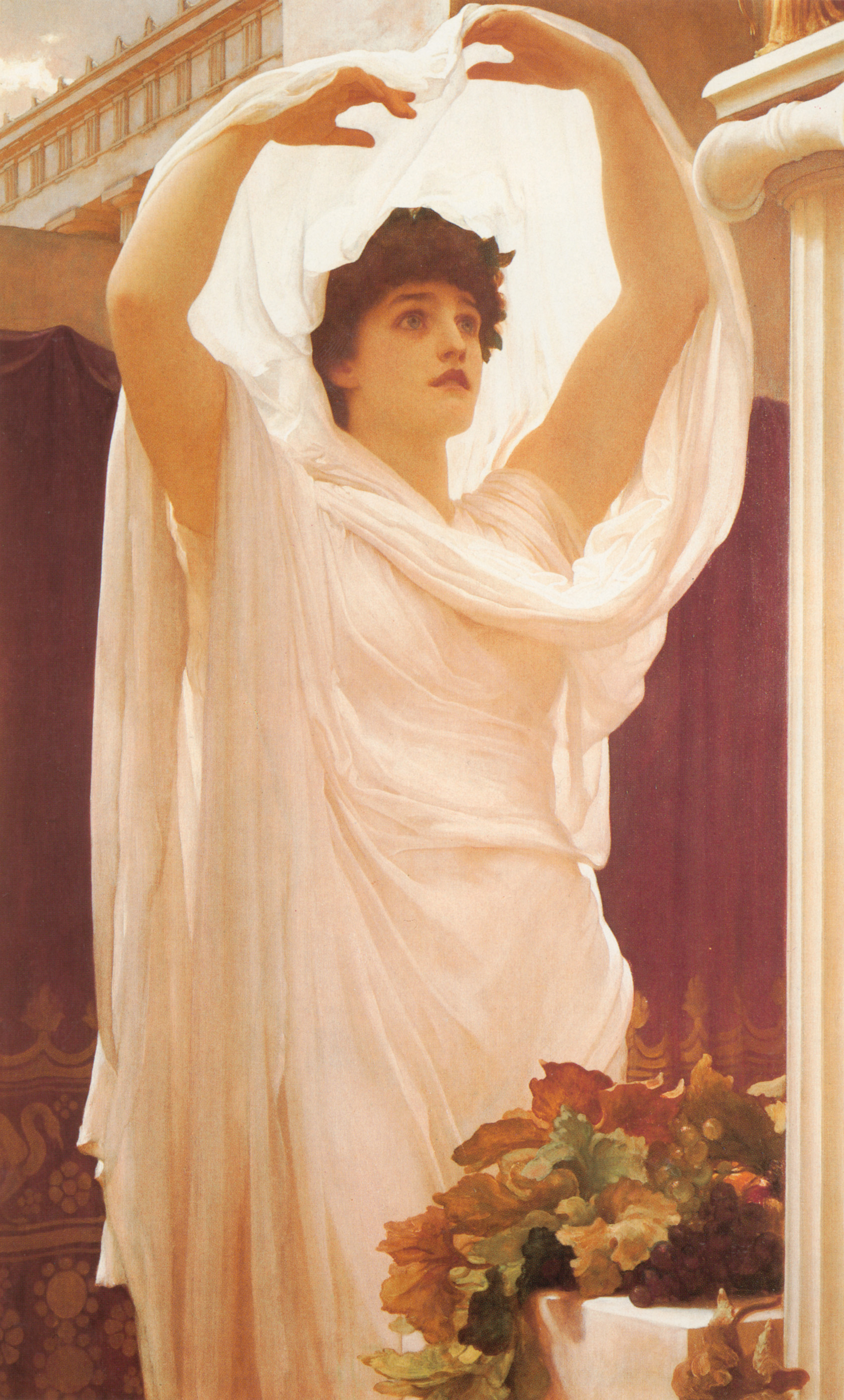
Vestal, detalhe do quadro Invocação, de Sir Frederic Leighton, séc. XIX.

Na Vestália, assim como na Parília, na Cereália (abril) e na Lupercália, as vestais ocupavam um importante papel central na performance pública desses rituais. Parece provável que tenham sido as exigências de seus deveres na realização do ritual em cada um desses espetáculos públicos que proporcionaram assentos especiais para as vestais nos jogos.

## As Vestais
Na Roma antiga, era muito importante que houvesse a manutenção da chama sagrada — o principal elemento do culto a Vesta. Segundo a tradição, o fogo sagrado foi trazido de Troia por Eneias, lendário herói grego, e preservado no santuário dedicado à deusa, em Roma. Neste recinto não havia imagem alguma da divindade, que era representada inteiramente pelo fogo, sendo este velado por seis sacerdotisas virgens chamadas vestais, encarregadas de mantê-lo sempre aceso. A deusa romana Vesta, protetora dos lares, identificava-se com a grega Héstia, e era mostrada nas pinturas inteiramente vestida, acompanhada, às vezes, de um asno. Seu culto era o mais antigo da religião romana e o que mais resistiu à influência cristã.
As candidatas a sacerdotisas deviam ser filhas de pais livres e respeitáveis e não apresentarem nenhum defeito físico ou mental. Elas se iniciavam nos segredos da atividade religiosa entre os seis e dez anos de idade, e permaneciam a serviço da deusa durante trinta anos, período em que eram obrigadas a manter a virgindade. Além de zelar pelo fogo, as sacerdotisas deviam também preparar os alimentos sagrados e cuidar da limpeza e dos objetos do santuário, sendo castigadas fisicamente caso descumprissem essas obrigações. A penalidade mais severa era imposta às que porventura violassem o voto de castidade, pois nesse caso as infratoras eram condenadas à morte, ou então enterradas vivas.
As vestais desfrutavam de grande prestígio e inúmeros privilégios durante sua atividade, e embora pudessem se casar ao final dos trinta anos de sacerdócio, isso raramente acontecia, porque o casamento com qualquer uma delas era considerado ato que atraía o infortúnio e a má sorte. Submetiam-se apenas ao colégio de pontífices, e em suas mãos eram depostos os maiores segredos, tanto particulares quanto de estado. As suas vestes eram de grande simplicidade, mas elegantes. Por cima do vestido branco que usavam colocavam um manto de cor púrpura que escondia uma de suas espáduas, deixando a outra desnuda.